# Meyer-Optik
Meyer-Optik в прошлом один из крупнейших оптических заводов Германии, история возникновения которого относится к концу XIX века.

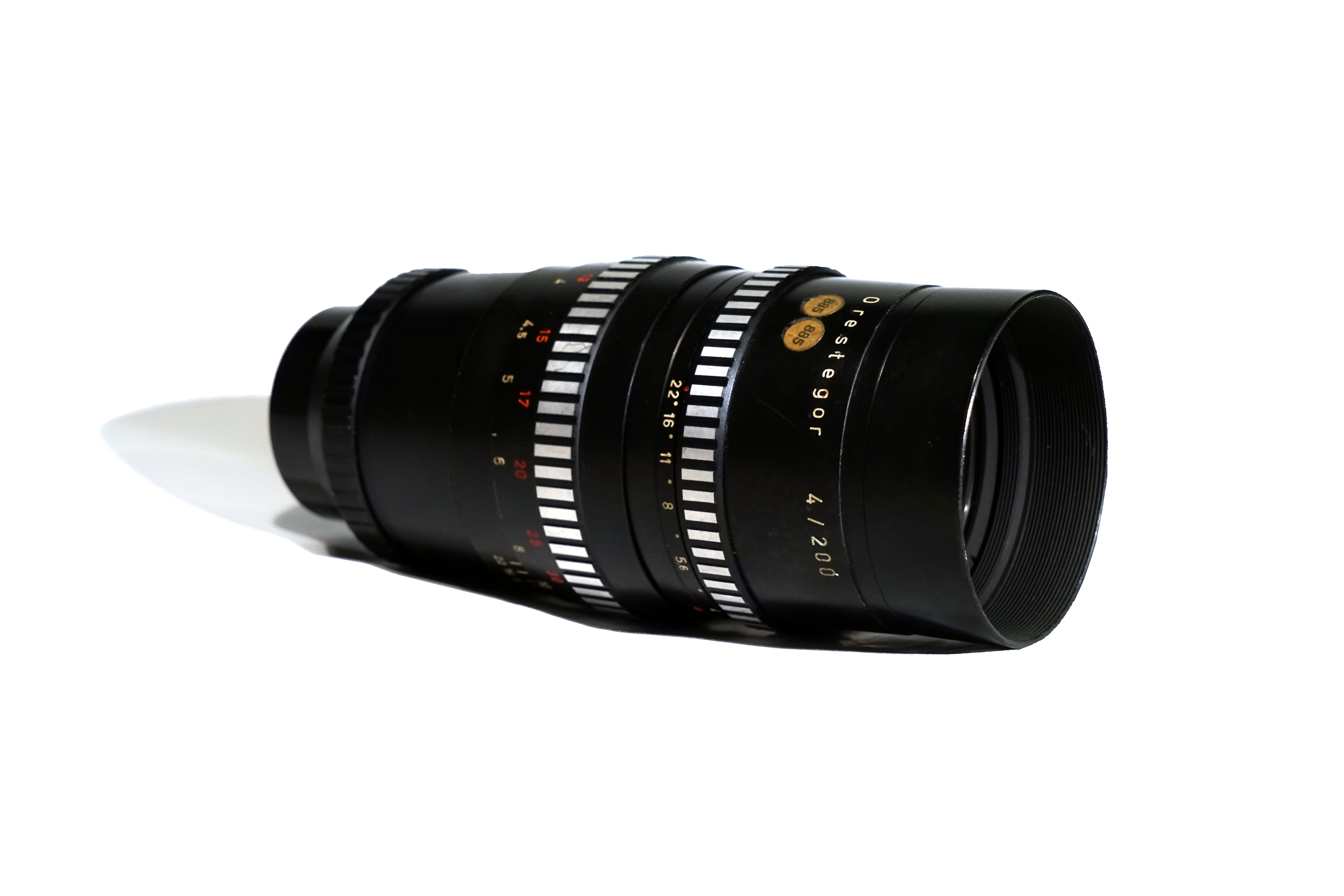
Meyer-Optik Orestegor 1:4 200mm

Был основан Хуго Мейером, немецким оптиком, 1 апреля 1896 года в городе Гёрлиц (в связи с чем широко распространено полное, неофициальное название предприятия Meyer-Optik Görlitz, именно в таком виде указываемое на выпускавшейся продукции).
Пик развития компании пришёлся на послевоенное время — 1950-1960 годы. В этот период Meyer-Optik стал вторым по величине производителем оптического оборудования в Восточной Германии после Carl Zeiss Jena.
В 1971 году Meyer-Optik был включен в состав другого крупного производителя оптики — VEB Kombinat Pentacon. В 1985 году Meyer-Optik стал частью VEB Carl Zeiss Jena
В апреле 1990 года подразделение было выделено в отдельное независимое предприятие, маркировавшее свою продукцию MEYER-OPTIK с указанием «Made in Germany» — «Произведено в Германии». Однако конкурентоспособность продукции оказалась невысока, и 30 июня 1991 года предприятие было ликвидировано.
В 2014-м году некое предприятие Globell Deutschland представило свою продукцию на выставке Photokina под маркой Meyer-Optik Görlitz и с индексом DI — Digital Imaging.
Сегодня сохранившиеся объективы Meyer-Optik Görlitz пользуются большой популярностью у фотографов, увлекающихся съёмкой на мануальные (т.е. с полностью ручным управлением и настройкой) объективы. Причиной этого является стабильное качество сборки, высокие показатели по контрастности и цветопередаче, большое количество лепестков диафрагмы, а также характерный рисунок боке, создающий в зоне нерезкости четко очерченные кружки правильной геометрической формы.
Из всех объективов, выпущенных Meyer-Optik Görlitz, относительно посредственные показатели наблюдаются только у Meyer Optik Görlitz Domiplan 2.8/50. Все же остальные объективы высоко котируются в среде фотографов за свой неповторимый рисунок — ряд объективов получили на Западе неофициальное название «monster bokeh». Среди них Meyer-Optik Görlitz Trioplan 50mm f/2.9, Meyer-Optik Görlitz Trioplan 100mm f/2.8, Meyer-Optik Görlitz Orestor 135mm f/2.8 и другие. Наиболее высокими оптическими свойства отличаются объективы с красной литерой «V», которая указывает на более качественное просветление оптики.